# 예취기

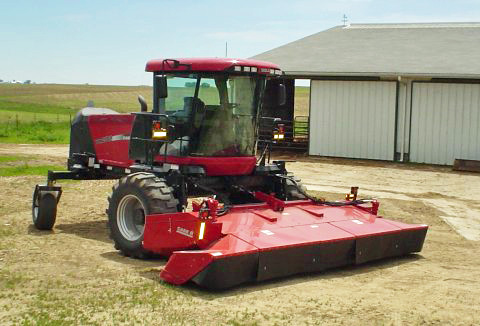
예취기

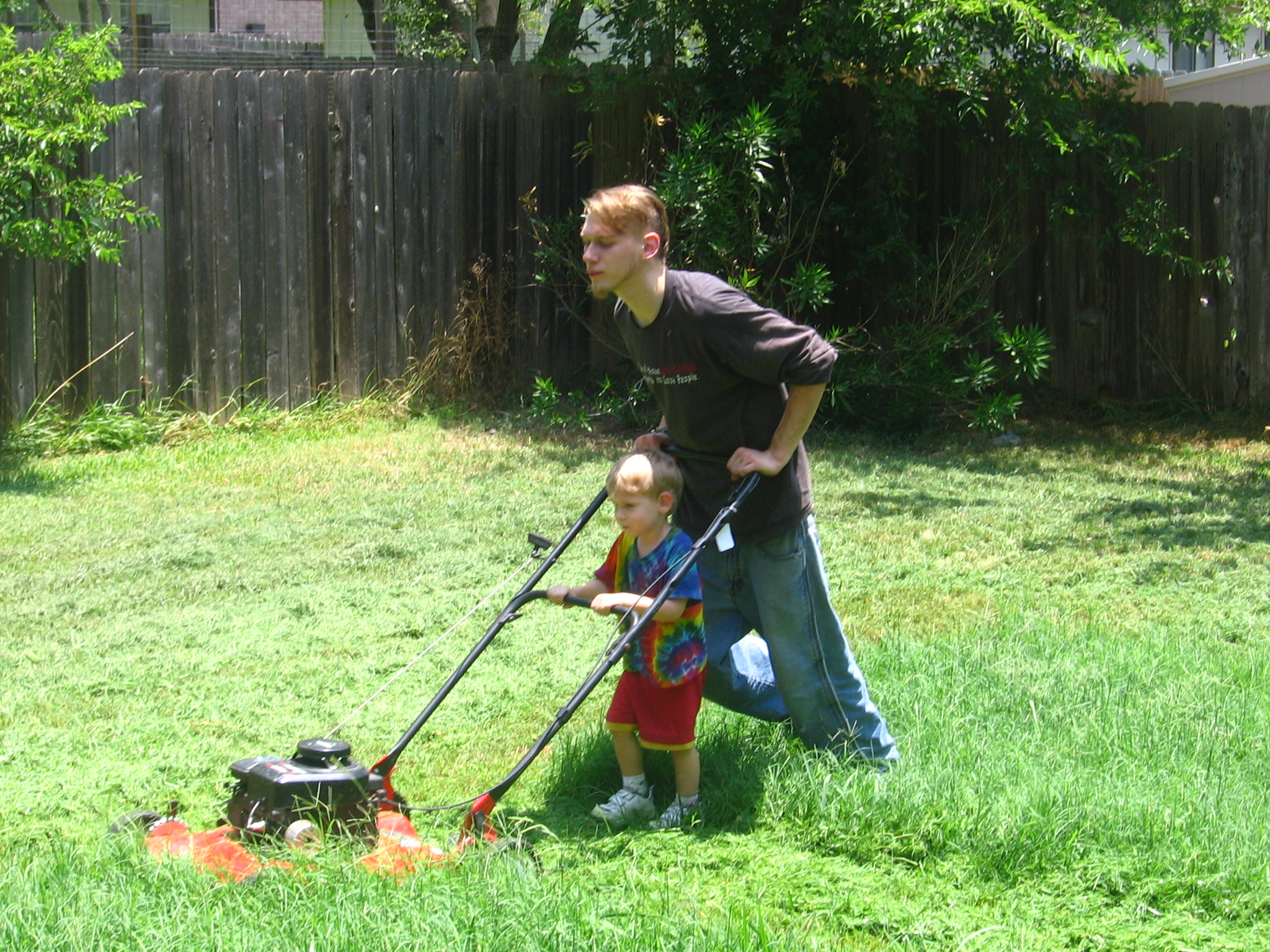
잔디깍는 소년

예취기(刈取機)는 곡식이나 풀을 베는 기계의 한 종류로, 예초기와는 그 범위가 좀 다른데, 넓은 의미의 수확기계로 통상 작물 수확용 예취작업기를 총칭하며, 좁은 의미로는 예취탈곡기로 탈곡, 조제 등의 장치를 갖추지 않은 농업기계를 일컫는다.
특별히 잔디를 깍는 기계는 잔디깍기라고 부르며, 보통 이 경우는 예초기라고 부른다.

## 같이 보기
- 콤바인
- 탈곡기
- 큰낫
- 예초기